# José Daniel Bernal
José Daniel Bernal García (Bogotá, 15 de março de 1973) é um ex ciclista de estrada colombiano.
Em seu palmarés destaca-se uma Volta a El Salvador e 4 vitórias no Tour de Guadalupe em onde compartilha honras com seu compatriota Flober Peña como máximos ganhadores da prova.
Em fevereiro de 2017 informou-se que o ciclista, junto com outros 2 corredores, deu positivo por EPO Cera no Tour de Guadalupe de 2016 e foi suspenso pela FFC até o ano 2020.

## Palmarés
1992
- Volta a El Salvador[3]

1995 
- Tour de Guadalupe

1997 
- 1 etapa da Volta a Colômbia

1999
- Tour de Guadalupe

2000
- Tour de Guadalupe

2002
- 1 etapa da Volta a Guatemala

2003 
- Tour de Guadalupe, mais 1 etapa

2005 
- 1 etapa do Tour de Guadalupe

2010
- Volta ao Tolima, Colômbia

## Equipas
- Pony Malta - Avianca (1995-1996)
- Petróleos de Colômbia - Energia Pura (1997)